# Referendum w Rumunii w 2007 roku
Referendum w Rumunii w 2007 roku odbyło się 19 maja. Była to próba zasięgnięcia opinii publicznej w sprawie impeachmentu wobec prezydenta Traiana Băsescu, do czego dążyły ugrupowania określane mianem lewicowych.

## Pytanie
Pytanie w referendum było następujące:

Czy zgadzasz się na usunięcie z urzędu Prezydenta Rumunii pana Traiana Băsescu?

W wersji oryginalnej:

Sunteți de acord cu demiterea Președintelui României, domnul Traian Băsescu?

## Wyniki referendum
| Opcja                             | Głosy      | %      |
| --------------------------------- | ---------- | ------ |
| Nie                               | 6,059,315  | 74.48  |
| Tak                               | 2,013,099  | 24.75  |
| Nieważne                          | 62,858     | 0.77   |
| Razem                             | 8,135,272  | 100.00 |
| Uprawnieni (frekwencja 44.45%)    | 18,301,309 |        |
| Źródło: Rumuńska Komisja Wyborcza |            |        |